# Jai Singhwala
Jai Singhwala es una localidad de la India situada en el distrito de Bathinda, en el estado de Punyab. Según el censo de 2011, tiene una población de 5108 habitantes.